# فرودگاه محلی ورسستر
فرودگاه محلی ورسستر (به انگلیسی: Worcester Regional Airport) یک فرودگاه همگانی باربری با کد یاتا ORH است که یک باند فرود آسفالت دارد و طول باند آن ۲۱۳۴ متر است. این فرودگاه در کشور ایالات متحده آمریکا قرار دارد و در ارتفاع ۳۰۸ متری از سطح دریا واقع شده است.

## شرکت‌های هواپیمایی و مقصدهای پروازی

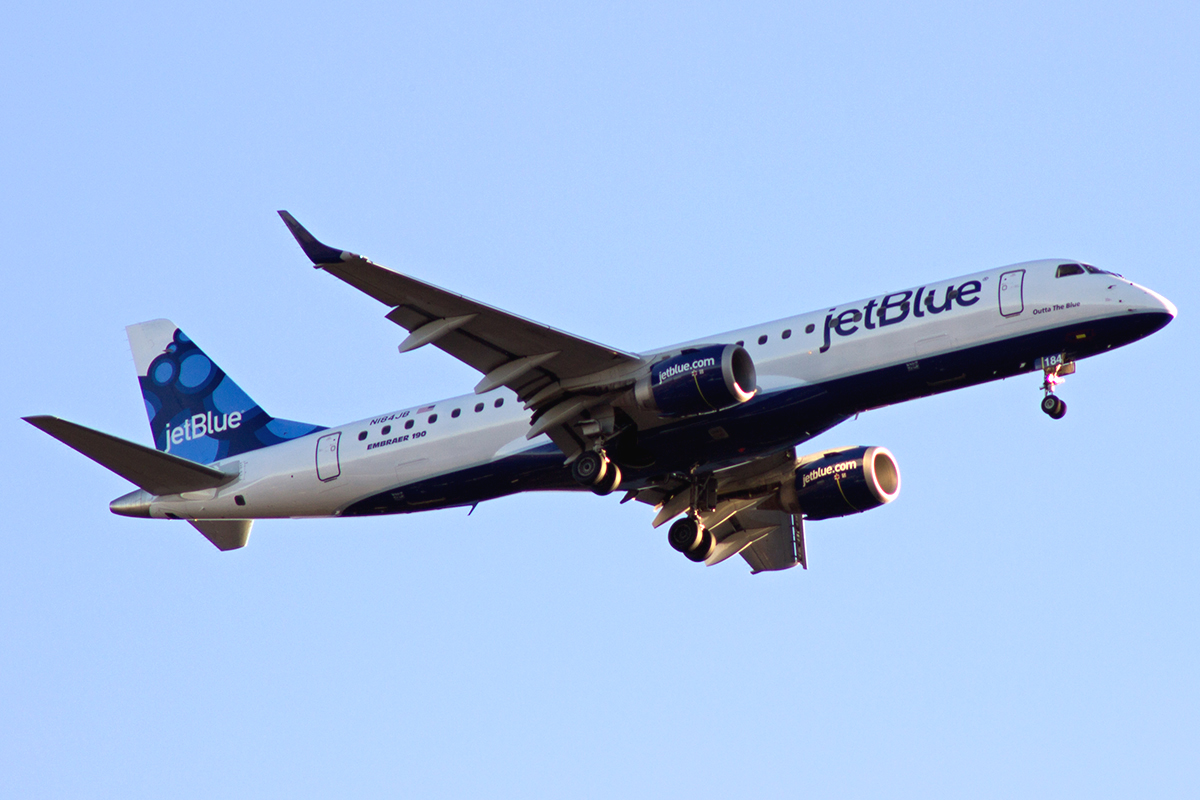
A JetBlue امبرائر ئی-جت landing in Worcester.

### مسافری
| شرکت‌های هواپیمایی | مقصدهای پروازی                 |
| ----------------- | ------------------------------ |
| جت‌بلو             | فورت لادردیل–هالیوود، اورلاندو |
| Rectrix Shuttle   | فصلی: شهری بارنستبل            |

| Destinations map                                                                                             |
| --- |
| Worcesterفورت لادردیل–هالیووداورلاندوشهری بارنستبل All Destinations from Worcester Regional Airport (ORH). · |

### Historical service
- Northeast Airlines, 1946–1972 (merged with Delta Airlines)
- Mohawk Airlines, 1965–1971 (merged with Allegheny Airlines)
- Statewide Airlines, 1965–1966
- Executive Airlines, 1969–1972
- Allegheny Airlines, 1971–1975
- دلتا ایرلاینز, 1972–1979
- Pilgrim Airlines, 1974–1975
- Precision Airlines, 1978–1981
- Bar Harbor Airlines, 1980–1998
- پیدمونت ایرلاینز, 1986–1989 (merged with US Airways)
- کنتیننتال ایرلاینز, 1987–1988
- نورت‌وست ایرلاینز, 1988–1990
- US Airways Express, 1988–2003
- Continental Express, 1990–1998
- Carnival Air Lines, 1993–1994
- Florida Shuttle, 1993–1994
- یونایتد اکسپرس, 1998 (April–November)
- انووی ایر, 2000–2002
- دلتا کانکشن, 2000–2002
- خطوط هوایی سراسری آمریکا, 2001–2002
- الیجنت ایر, 2005–2006
- Direct Air, 2008–2012
- جت‌بلو, 2013–Present
- Rectrix Shuttle, 2017-Present

-Source